# Girolamo Fracastoro

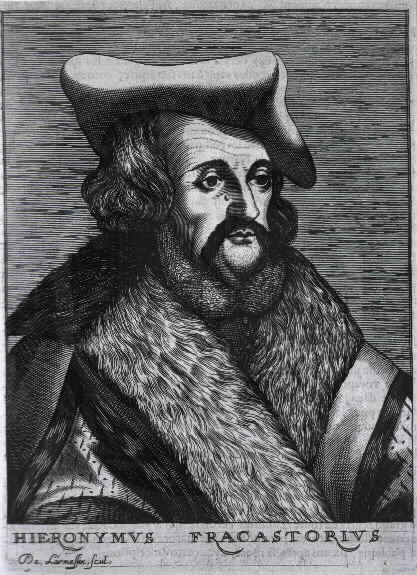
Girolamo Fracastoro

Girolamo Fracastoro (n. 1478, Verona, Italia – d. 6 august 1553, Affi, Veneto, Italia) a fost medic, poet și umanist italian, considerat părintele patologiei infecțioase și al medicinei comparate. A rămas celebru pentru teoria sa privind răspândirea bolilor infecțioase și a introdus termenul de sifilis. 
A avut preocupări și în domenii științifice ca: matematică, geografie, astronomie și a fost medicul papei Paul al III-lea.

## Biografie
S-a născut la Verona într-o familie prosperă de-a lungul a multor generații. A studiat la Universitatea din Padova, unde l-a întâlnit pe Nicolaus Copernic. Acolo a studiat: matematica, filozofia, medicina.

## Contribuții la dezvoltarea științei

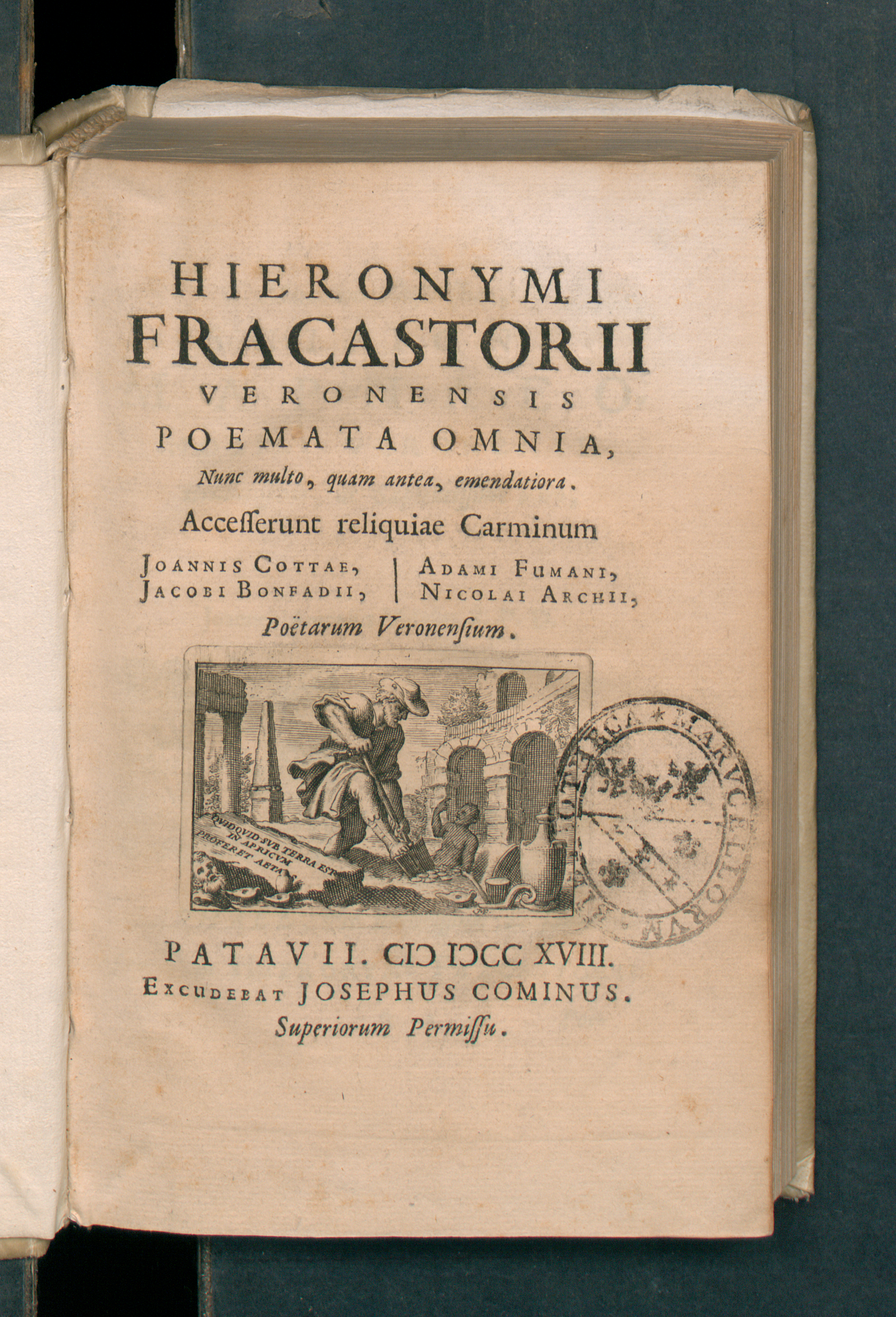
Poemata omnia, 1718

### Medicină
Unul din principalele sale obiecte de studiu a fost sifilisul, boală cu transmitere sexuală care pe acea vreme făcea ravagii în Europa.
Fracastoro definește trei moduri de răspândire a bolilor transmisibile:
- direct
- indirect
- la distanță

### Științele exacte
În mecanică i se atribuie teoria adiționării mai multor forțe aplicate într-un punct, adică principiul suprapunerii forțelor.
În lucrarea Homocentrocorum seu de stallis Liber unus, apărută la Veneția în 1538, a criticat teoria lui Ptolemeu referitoare la mișcarea astrelor.

### Scrieri
- 1530: Syphilis sive Morbus Gallicus
- 1534: Di Vini Temperatura
- 1535: Homocentricorum sive de Stellis, de Causis Criticorum Dierum Libellus
- 1538: Homocentrica
- 1546: De contagione, contagionis morbis et eorum curratione (Despre contagiune, boli contagioase și tratamentul lor)
- 1539: Syphilis sive de morbo gallico.